# خور كلايد
خور كلايد أو مصب نهر كلايد (بالإنجليزية: Firth of Clyde)‏ هو مصب نهر كلايد، يقع على الساحل الغربي لإسكتلندا في الجزر البريطانية، يفصل شبه جزيرة كينتير عن جزيرة أران، داخله توجد جزيرة رئيسية وهي جزيرة بوت، نظرًا لموقع الجزيرة الاستراتيجي عند مدخل الخور لعبت دورًا عسكريًا بحريًا حيويًا خلال الحرب العالمية الثانية، ويُطلق على الخور أحيانًا اسم كلايد ووترز، وعادةً ما يُعتبر جزءًا من البحر الأيرلندي.

## الجغرافيا
التمييز الجغرافي (والشعبي) بين الخور ونهر كلايد غامض بعض الشيء، حيث يشير البعض إلى دمبارتون على أنه «خور كلايد».

## الجرز
هناك العديد من الجزر أهمها:
- أران
- بوت
- كومبرا

## التاريخ
كان الخور طريقًا بحريًا مهمًا منذ العصور القديمة،حدثت فيه معركة معركة لارجز في عام 1263، والتي كانت نقطة تحول جيوسياسية لطموحات الشماليين في بريطانيا.